# Schwanden (Stiefenhofen)
Schwanden (westallgäuerisch: Schwondə, Schwandə) ist ein Gemeindeteil der bayerisch-schwäbischen Gemeinde Stiefenhofen im Landkreis Lindau (Bodensee).

## Geographie
Die Einöde liegt circa zwei Kilometer östlich des Hauptorts Stiefenhofen und zählt zur Region Westallgäu.

## Ortsname
Der Ortsname ist ein Rodungsname, abstammend vom mittelhochdeutschen Wort swenden, welches das Entfernen von Bewuchs mit anschließendem Verbrennen beschreibt.

## Geschichte
Schwanden wurde erstmals im Jahr 1340 als Swandon urkundlich erwähnt, als das Kloster Mehrerau hier Zins bezieht. Im Jahr 1808 wurden drei Wohngebäude im Ort, ohne Schlegelhalden, gezählt.